# Villefranche-sur-Saône
Villefranche-sur-Saône település Franciaországban, Rhône megyében. Lakosainak száma 36 224 fő (2022. január 1.). Villefranche-sur-Saône Beauregard, Jassans-Riottier, Anse, Arnas, Gleizé és Limas községekkel határos.

## Népesség
A település népessége az elmúlt években az alábbi módon változott:
| Lakosok száma | 36 531 | 36 671 | 37 783 | 36 857 | 36 288 | 36 291 | 36 009 | 35 913 | 36 224 |
|               | 2013   | 2015   | 2016   | 2017   | 2018   | 2019   | 2020   | 2021   | 2022   |